# 贝京根
贝京根（德語：Beckingen）是德国萨尔兰州的一个市镇。总面积51.68平方公里，总人口15280人，其中男性7513人，女性7767人（2011年12月31日），人口密度296人/平方公里。

## 友好城市
- 法國 埃坦